# Catexia
Catexia (do alemão besetzung; em inglês cathexis) é o processo pelo qual a energia libidinal disponível na psique é vinculada à representação mental de uma pessoa, ideia ou coisa ou investida nesses mesmos conceitos. Em outras palavras, a raiva que se sente contra uma pessoa é uma catexia ou fixação de energia na representação mental dessa pessoa (e não nela como objeto externo) .  
Juntamente com o conceito de libido, Sigmund Freud dedicou os seus estudos a definir a catexia. Uma vez que a libido foi catexizada, ela perde sua mobilidade original e não pode mais ser alternada para novos objetos, como normalmente seria possível, ficando enraizada na parte da psiquê que a atraiu e reteve.
Estudos psicanalíticos sobre o luto interpretam o desinteresse por parte dos sobreviventes sobre as ocupações normais e a preocupação com o recente finado como uma migração da libido dos relacionamentos habituais e cotidianos e uma catexia extrema na pessoa perdida. Catexia é relacionada a sentimentos de amor, ódio, raiva, entre outros relacionados ao objeto. A decatexia é o processo inverso, a frieza total em relação ao objeto como ocorre na depressão, marcada por apatia e desinteresse.
Freud, ao estudar o atributo que os impulsos têm de impelir o homem à atividade, considerou-o análogo ao conceito de energia física, que se define como a capacidade de produzir trabalho. Assim, Freud entendeu que uma parte dos impulsos pode ser considerada energia psíquica. Tanto a energia física como a psíquica são hipóteses, já que os estados de energização não são passíveis de medida. Portanto, presume-se que há um quantum de energia psíquica com o qual uma determinada pessoa ou objeto estão investidos. 